# Aphnaeus erikssoni
Aphnaeus erikssoni är en fjärilsart som beskrevs av Henry Trimen 1891. Aphnaeus erikssoni ingår i släktet Aphnaeus och familjen juvelvingar. Inga underarter finns listade i Catalogue of Life.

## Bildgalleri

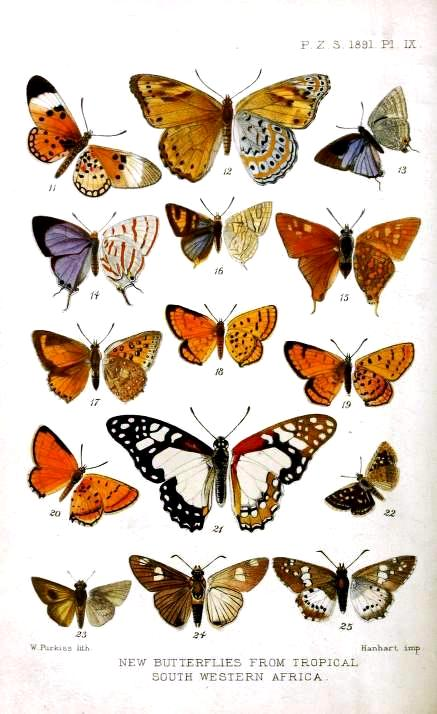